# St-Christophe (Héricourt)

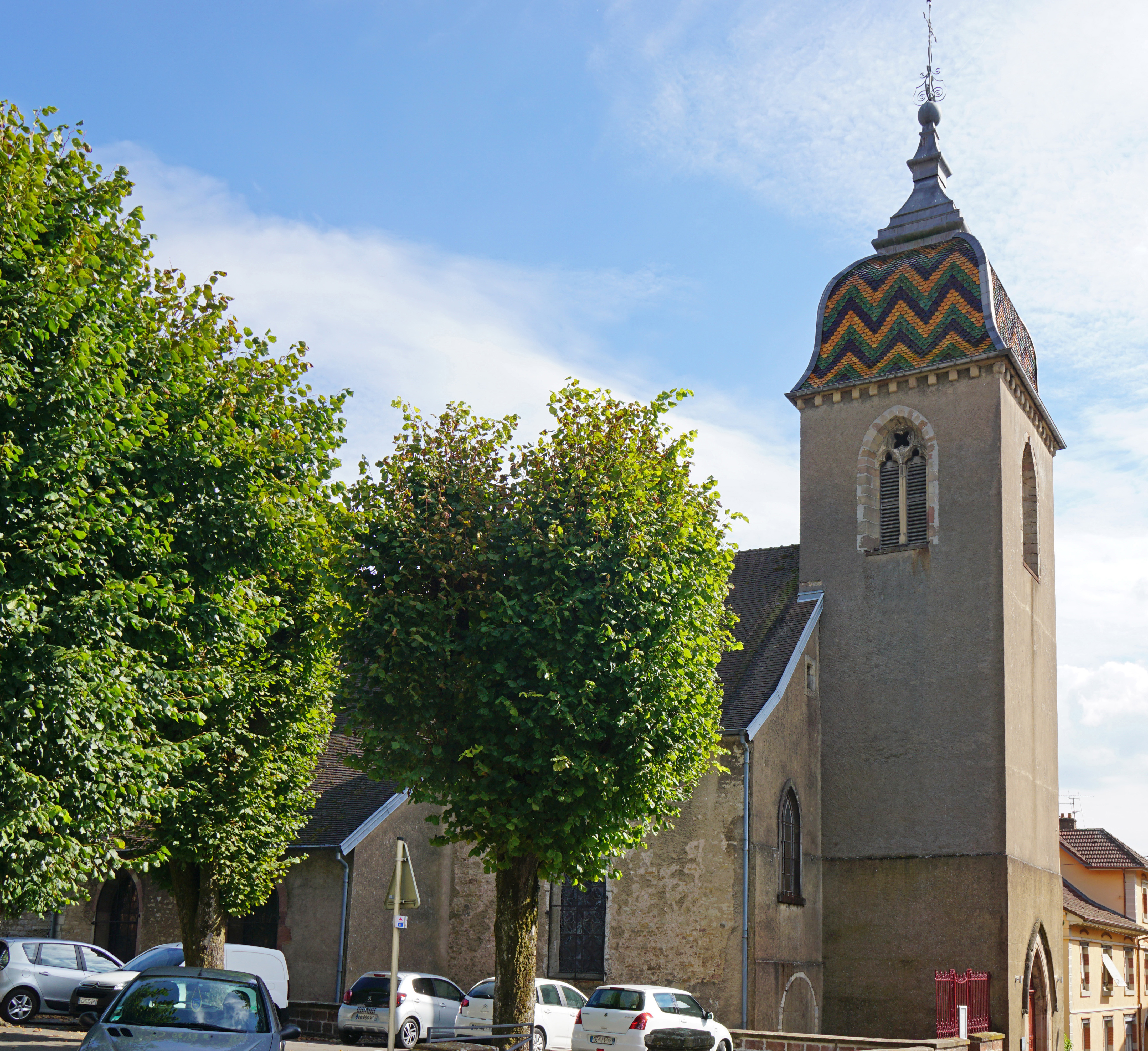
St-Christophe, Héricourt

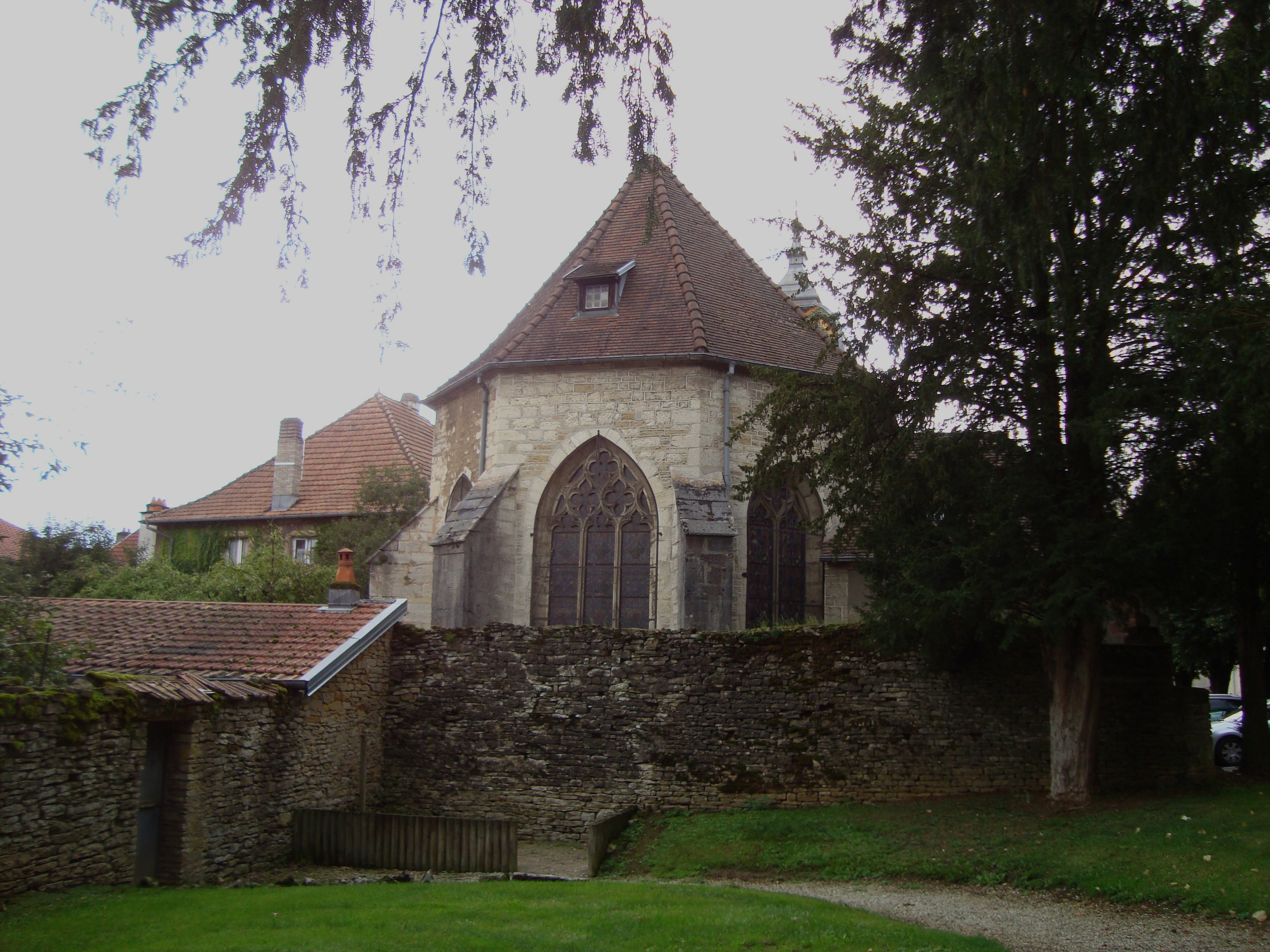
Blick zum Chor

Die evangelisch-lutherische Kirche St-Christophe gehört einer lutherischen Gemeinde innerhalb der Vereinigten Protestantischen Kirche Frankreichs in  Héricourt im  Département Haute-Saône (Region Bourgogne-Franche-Comté). Die Kirche ist seit 1995 als Monument historique eingetragen.

## Geschichte
Die Kirche St-Christophe geht im Kern auf die Zeit um 1200 zurück. Das schlichte einschiffige und flachgedeckte Langhaus wurde im 16. Jahrhundert in spätgotischen Formen um einen erhöhten Chorraum mit 5/8-Schluss sowie um zwei nördliche Seitenkapellen erweitert.
Nachdem Héricourt in den Besitz des Hauses Württemberg gelangt war, wurde 1562 an der Kirche die Reformation eingeführt und die Gemeinde lutherisch. Nach der französischen Besetzung der Stadt diente die Kirche ab Mai 1700 Lutheranern und Katholiken als Simultankirche. Den Katholiken wurde der Chor überlassen, den Rest nutzten die Lutheraner. Das Simultaneum endete 1887 nach Errichtung einer eigenen katholischen Kirche in nächster Nähe, die ebenfalls den Namen St-Christophe erhielt. 
Die Orgel der Kirche wurde an Palmsonntag 1923 von Albert Schweitzer eingeweiht. 1957 und 1975 wurden Änderungen vorgenommen.